# Drakan: The Ancients’ Gates
Drakan: The Ancients’ Gates ist ein Action-Adventure von Surreal Software und der Nachfolger zu Drakan: Order of the Flame. Anders als der Vorgänger wurde es exklusiv für PlayStation 2 entwickelt und von Sony, dem Mutterkonzern des vorherigen Publishers Psygnosis, im Januar 2002 in den USA, im Juli 2002 schließlich auch in Deutschland veröffentlicht.

## Handlung
The Ancients’ Gates schließt an die Ereignissen des Vorgängers Order of the Flame an. Rynn und Arokh kehren in ihr vollkommen zerstörtes Heimatdorf zurück, in der Hoffnung auf Überlebende zu treffen. Doch der Landstrich präsentiert sich vollkommen entvölkert. Dafür vernimmt Arokh einen fernen Ruf aus Norden. Lady Myschala, die Herrscherin von Surdana, ruft die beiden um Hilfe, da die Stadt von den sogenannten Desert Lords und ihren Monsterhorden attackiert wird. Die Rettung soll ein erneutes Bündnis mit den Drachen bringen. Dafür müssen vier Portale – die namensgebenden Ancients’ Gates – zur Welt der Drachenmutter Mala-Shae geöffnet werden, was nur mit Hilfe Arokhs möglich ist. Rynn begibt sich auf die Suche nach den Portalen, um den Orden der Flamme wiederzubeleben.

## Spielprinzip
Das Spielprinzip von Order of the Flame wurde beibehalten und teilt sich abermals auf in Boden- und Flugabschnitte. Der Spieler steuert Rynn aus der Third-Person-Perspektive durch die dreidimensional gestaltete Spielwelt. Ein Schwerpunkt sind die actionorientierten Kämpfe in Echtzeit. Rynn kann Nahkampfwaffen (Schwerter) schwingen, Bögen zum Fernkampf und Magie verwenden. Sitzt sie auf Arokhs Rücken, steuert der Spieler den Flug des Drachen. Arokh kann sich mit Feuerbällen gegen andere Flugkreaturen zur Wehr setzen. Neben den Kämpfen gibt es kleinere Rätsel- und Geschicklichkeitsaufgaben zu lösen. Es gibt sowohl für das Vorankommen der Handlung relevante Aufgaben, als auch Nebenmissionen. Rynn sammelt im Spielverlauf Erfahrungspunkte, mit denen sie neue Fertigkeiten freischalten kann. Mit Hilfe von erbeuteten Münzen kann sie außerdem bessere Ausrüstung kaufen oder während der Missionen entdecken.

## Entwicklung
Sony kündigte die Entwicklung des Spiels im April 2000 für die PlayStation 2 an. Im Januar 2002 wurde das Spiel an den amerikanischen Handel ausgeliefert.

## Rezeption
Das Spiel erhielt positive Kritiken (Metacritic: 78 %).

„Wer sich auf Drakan: The Ancients´ Gates einlässt, braucht viel Zeit im Gepäck. Zwar kann einen die Story nur anfänglich packen und auch die Rätsel sind wenig mehr als Platzhalter, doch die zahlreichen Quests, das einfache – aber dennoch fordernde – Kampfsystem und vor allem die Luftkämpfe und RPG-Elemente können dieses Manko weitestgehend kaschieren. […] Und nicht zuletzt hat man mit Rynn endlich eine adäquate weibliche Spielfigur im Genre, die ihren männlichen Kontrahenten wie Mike LeRoi gehörig in den Hintern tritt.“

„Drakan: The Ancients´ Gates hat die lange Entwicklungszeit gut getan. Die riesigen Levels wirken wie aus einem Guss und sehen klasse aus. Die Steuerung der Helden ist nahezu perfekt und gibt dem Spieler ein Hochmaß an Kontrolle über Rynn und Arokh. Die Texturen könnten in den Außenlevels zwar detailreicher sein, jedoch schmälert dies die optische Brillanz des Titels in keiner Weise.“